# Mont Zuqualla
Le mont Zuqualla est une montagne et un volcan d'Éthiopie s'élevant à une altitude de 2 989 mètres en Oromia dans le woreda Liben Chukala près de Debre Zeit.

## Histoire
En mars 1887, Jules Borelli explore et fait l'ascension du mont Zuqualla qu'il nomme Zoukouala dans son journal.